# 63. BAFTA-gála
A 63. BAFTA-gálát 2010. február 21-én tartották a londoni Royal Opera House-ban. A Brit film- és televíziós akadémia a 2009. év legjobb filmjeit és alkotóit díjazta.

## Díjazottak és jelöltek
(a díjazottak félkövérrel vannak jelölve)

### Legjobb film
A bombák földjén
- Avatar
- Egy lányról
- Precious – A boldogság ára
- Egek ura

### Legjobb rendező
Kathryn Bigelow – A bombák földjén
- Lone Scherfig – Egy lányról
- Quentin Tarantino – Becstelen brigantyk
- Neill Blomkamp – District 9
- James Cameron - Avatar

### Legjobb férfi főszereplő
Colin Firth – Egy egyedülálló férfi (George Falconer)
- Jeff Bridges – Őrült szív (Bad Blake)
- George Clooney – Egek ura (Ryan Bingham)
- Jeremy Renner – A bombák földjén (William James)
- Andy Serkis – Sex & Drugs & Rock & Roll (Ian Dury)

### Legjobb női főszereplő
Carey Mulligan – Egy lányról (Jenny Miller)
- Saoirse Ronan – Komfortos mennyország (Susie Salmon)
- Gabourey Sidibe – Precious – A boldogság ára (Claireece "Precious" Jones)
- Meryl Streep – Julie és Julia – Két nő, egy recept (Julia Child)
- Audrey Tautou – Coco Chanel (Coco Chanel)

### Alexander Korda-díj az év kiemelkedő brit filmjének
Akvárium
- Egy lányról
- Egy kis gubanc
- Hold
- John Lennon – A fiatal évek

### Legjobb nem angol nyelvű film
A próféta (Un prophète) • Franciaország
- Megtört ölelések (Los abrazos rotos) • Spanyolország
- Coco Chanel (Coco avant Chanel) • Franciaország
- Engedj be! (Låt den rätte komma in) • Svédország
- A fehér szalag (Das weiße Band) • Németország

### Legjobb férfi mellékszereplő
Christoph Waltz – Becstelen brigantyk (Hans Landa)
- Alec Baldwin – Egyszerűen bonyolult (Jake Adler)
- Alfred Molina – Egy lányról (Jack Miller)
- Christian McKay – Én és Orson Welles (Orson Welles)
- Stanley Tucci – Komfortos mennyország (George Harvey)

### Legjobb női mellékszereplő
Mo’Nique – Precious – A boldogság ára (Mary Lee Johnston)
- Anne-Marie Duff – John Lennon – A fiatal évek (Julia Lennon)
- Vera Farmiga – Egek ura (Alex Goran)
- Anna Kendrick – Egek ura (Natalie Keener)
- Kristin Scott Thomas – John Lennon – A fiatal évek (Mimi Smith)

### Legjobb animációs film
Fel – Pete Docter
- Coraline – Henry Selick
- A fantasztikus Róka úr – Wes Anderson

### Legjobb operatőri munka
A bombák földjén
- Avatar
- District 9
- Becstelen brigantyk
- Az út

### Legjobb jelmez
Az ifjú Viktória királynő (Sandy Powell)
- Fényes csillag
- Coco Chanel
- Egy lányról
- Egy egyedülálló férfi

### Legjobb vágás
A bombák földjén
- Avatar
- District 9
- Becstelen brigantyk
- Egek ura

### Legjobb smink
Az ifjú Viktória királynő
- Coco Chanel
- Egy lányról
- Doctor Parnassus és a képzelet birodalma
- Kilenc

### Legjobb filmzene (Anthony Asquith-díj a legjobb filmzenéért)
Fel – Michael Giacchino
- Avatar – James Horner
- Őrült szív – T-Bone Burnett és Stephen Bruton
- A fantasztikus Róka úr – Alexandre Desplat
- Sex & Drugs & Rock & Roll – Chaz Jankel

### Legjobb díszlet
Avatar
- District 9
- Harry Potter és a Félvér Herceg
- Doctor Parnassus és a képzelet birodalma
- Becstelen brigantyk

### Legjobb eredeti forgatókönyv
A bombák földjén – Mark Boal
- Másnaposok – Jon Lucas és Scott Moore
- Becstelen brigantyk – Quentin Tarantino
- Egy komoly ember – Joel Coen és Ethan Coen
- Fel – Pete Docter és Bob Peterson

### Legjobb hang
A bombák földjén
- Avatar
- District 9
- Star Trek
- Fel

### Legjobb vizuális effektek
Avatar
- District 9
- Harry Potter és a Félvér Herceg
- A bombák földjén
- Star Trek

### Legjobb animációs rövidfilm
Mother of Many
- The Happy Duckling
- A graffaló

### Legjobb rövidfilm
I Do Air
- 14
- Jade
- Mixtape
- Off Season

### Kiemelkedő debütálás brit rendező, író vagy producer részéről
Duncan Jones (rendező) - Hold
- Lucy Bailey, Andrew Thompson, Elizabeth Morgan Hemlock és David Pearson (rendezők, producerek) - Mugabe és a fehér afrikai
- Eran Creevy (író és rendező) - Shifty
- Stuart Hazeldine (író és rendező) - Exam
- Sam Taylor-Wood (rendező) - John Lennon – A fiatal évek

### Orange Rising Star Award
Kristen Stewart
- Jesse Eisenberg
- Nicholas Hoult
- Carey Mulligan
- Tahar Rahim

### Akadémiai tagság
Vanessa Redgrave